# Proctotrupoidea
Proctotrupoidea (Проктотрупоидные наездники) — надсемейство подотряда стебельчатобрюхие отряда перепончатокрылые (Hymenoptera). Включает около 5000 описанных видов, распространённых по всему миру. Большинство видов — мелкие и даже микроскопические организмы (от 0,2 до 5 мм); именно в это надсемейство входят наиболее мелкие представители всего класса насекомых. Исключение представляют представители семейств Proctorenyxidae (до 14 мм) и Pelecinidae (с яйцекладом до 70 мм).

## Биология
Это паразитические насекомые, откладывающие свои яйца в тело хозяев (насекомых и других членистоногих). В случае заражения яиц хозяев называются яйцеедами.

## Значение
Многие виды используются в биологическом методе борьбы с насекомыми-вредителями.

## Классификация
Выделяют около 10 современных семейств и несколько вымерших: † Jurapriidae, † Maimetshidae, † Mesoserphidae, † Spathiopterigidae, † Peleserphidae.
Состав группы дискуссионный и разные авторы включают в надсемейство от двух до десятка семейств. Таксон Diaprioidea или синонимизируют с Proctotrupoidea или восстанавливают в отдельном статусе из 4 семейств или из трёх семейств (включая в него только Diapriidae, Ismaridae, † Spathiopterigidae, но без Maamingidae и Monomachidae).
- Austroniidae Riek, 1955
  - Austronia
- Heloridae Förster, 1856
  - Helorinae
  - †Protohelorinae Rasnitsyn, 1980
    - †Conohelorus
    - †Gurvanhelorus
    - †Mesohelorus
    - †Obconohelorus
    - †Protocyrtus
    - †Protohelorus

- Maamingidae Early, Masner, Naumann & Austin, 2001 (Новая Зеландия)
  - Maaminga rangi
  - Maaminga marrisi

- †Mesoserphidae Kozlov, 1970 (15 родов, около 35 видов)[7][8][9][10][11][12]

- - †Amboserphus (A. tumidus, A. beipiaoensis, A. dimidius)
  - †Apiciserphus (A. augustus)
  - †Auliserphus
  - †Basiserphus (B. loculatus, B. longus)
  - †Beipiaoserphus
  - †Campturoserphus
  - †Choriserphus (C. bellus, C. gigantus)
  - †Codoserphus (C. calophlebius, C. euneurus)[13]
  - †Cretoserphus
  - †Karataoserphus (K. adaequatus, K. gracilentus)
  - †Lordoserphus
  - †Mesoserphus (M. dubius, M. karatavicus, M. venustus)
  - †Novserphus (N. ningchengensis)
  - †Otlia
  - †Ozososerphus (O. lepidus, O. ovatus, O. cuboidus)
  - †Scoliuroserphus
  - †Sinoserphus (S. flexilis, S. grossus, S. petilus)
    - †Sinoserphus wui — юра (Внутренняя Монголия, Китай)
    - †Sinoserphus shihae — юра (Внутренняя Монголия, Китай)
    - †Sinoserphus lillianae — юра (Внутренняя Монголия, Китай)

  - †Turgoserphus
  - †Udaserphus
  - †Yanliaoserphus
    - †Yanliaoserphus jurassicus — юра (Внутренняя Монголия, Китай)[14]

- Monomachidae Ashmead, 1902
  - Род Monomachus
  - Род Tetraconus
- † Peleserphidae Zhang et al., 2018
- Pelecinidae Haliday, 1840
  - †Iscopininae Rasnitsyn, 1980
    - †Archaeopelecinus tebbei[15]
    - †Archaeopelecinus jinzhouensis
    - †Cathaypelecinus daohugouensis

  - Pelecininae
- Peradeniidae Naumann & Masner, 1984
  - Peradenia
- Proctorenyxidae Lelej et Kozlov, 1999 (=Renyxidae Kozlov, 1994)
  - Proctorenyxa (=Renyxa) с одним видом R. incredibilis (Приморский и Хабаровский края)
  - Hsiufuropronia (Китай) (H. chaoi, H. incredibilis)
- Proctotrupidae Latreille, 1802
  - Austroserphinae
  - Proctotrupinae
- Roproniidae Bradley, 1905
  - †Beipiaosiricinae
    - †Beipiaosirex
    - †Liaoropronia
    - †Mesoropronia

  - Roproniinae
    - Ropronia
    - Xiphyropronia
- Vanhorniidae J.C. Crawford, 1909
  - Vanhornia

### Группа «Diaprioidea»
Ранее в состав Proctotrupoidea включали Diaprioidea.
- Diapriidae Haliday, 1833 (более 2000 видов, 190 родов)
  - Ambositrinae
  - Belytinae
  - Diapriinae
- Ismaridae Thomson, 1858 (или Ismarinae в Diapriidae)
- † Spathiopterigidae